# Claude-Félicité d'Autriche
L'archiduchesse Claude-Félicité d'Autriche, née le 30 mai 1653 à Innsbruck et morte le 8 avril 1676 à Vienne, est impératrice du Saint-Empire, reine de Germanie, de Bohême et de Hongrie et archiduchesse d'Autriche par son mariage avec Léopold Ier du Saint-Empire

## Biographie
Seule enfant survivante de Ferdinand-Charles d'Autriche, comte de Tyrol et d'Anne de Médicis, elle se retrouve orpheline de père à l'âge de 9 ans.
À la mort de l'impératrice Marguerite-Thérèse d'Autriche, elle devient la seconde épouse de l'empereur Léopold Ier du Saint-Empire.
Ils ont deux filles :
- Anne Marie Josèphe (1674) qui ne vit que trois mois
- Marie Josèphe Clémence (1675-1676) qui meurt quelques semaines après l'impératrice.

L'impératrice meurt de maladie le 8 avril 1676 à l'âge de 22 ans.
Le Tyrol rentre alors dans le giron des possessions de l'empereur qui en confie bientôt le gouvernement à son beau-frère Charles V, duc de Lorraine et de Bar.